# Milbersdorf
Milbersdorf ist eine Ortschaft in der Gemeinde Sankt Veit an der Glan im Bezirk Sankt Veit an der Glan in Kärnten, in Österreich. Die Ortschaft hat 18 Einwohner (Stand 1. Jänner 2024). Sie liegt auf dem Gebiet der Katastralgemeinde Sankt Donat.

## Lage

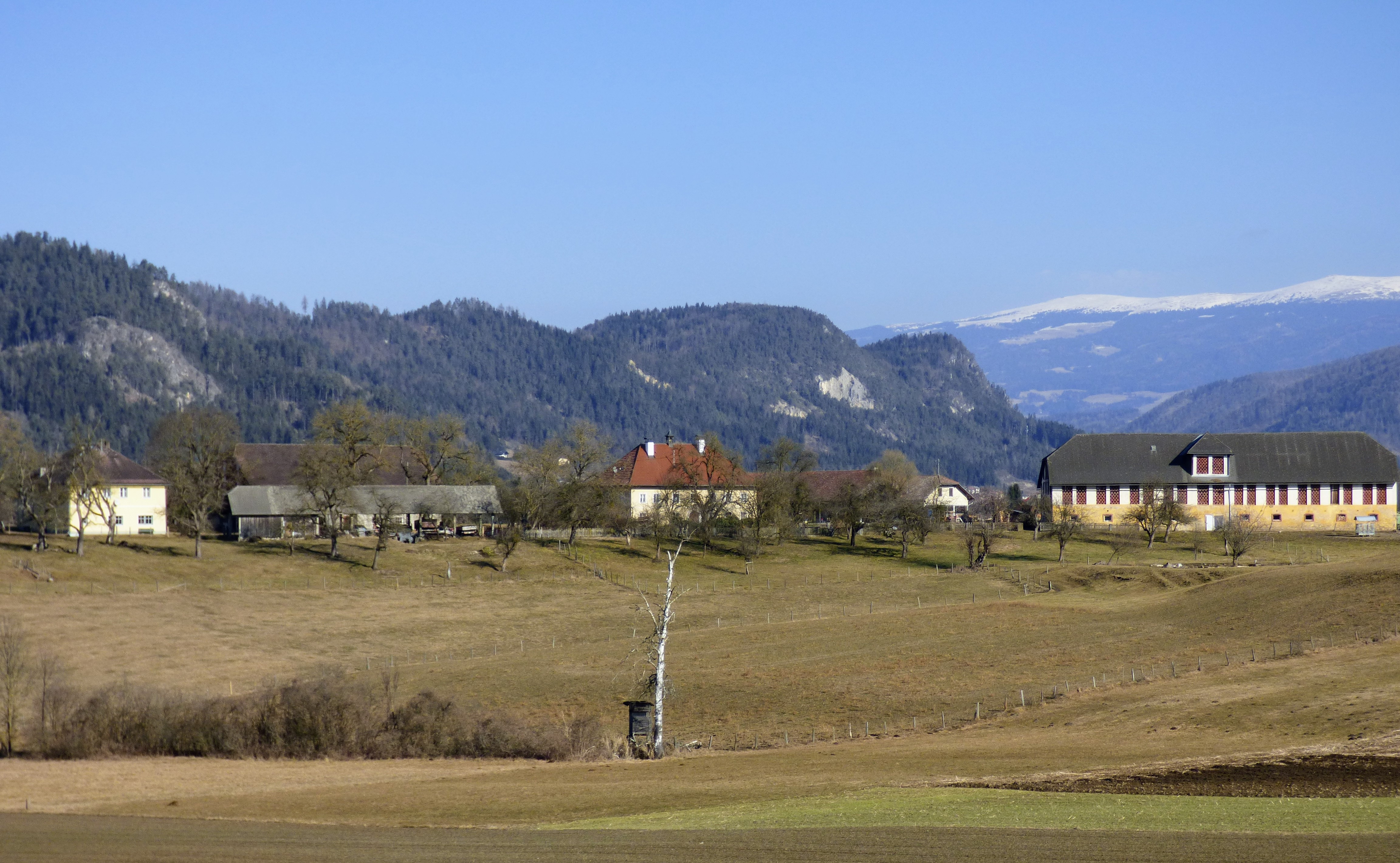
Milbersdorf, Haus Nr. 3 und 2

Die Ortschaft liegt im Süden des Bezirks Sankt Veit an der Glan, südöstlich der Bezirkshauptstadt Sankt Veit an der Glan. Sie umfasst einige Häuser nördlich des Magdalensbergs nahe der Krappfeld Straße (Landesstraße L83), zwischen St. Donat und Hochosterwitz.
Vor 1895 gehörten auch die etwa 500 Meter weiter nördlich liegenden Häuser im Bereich der heutigen Ortschaft Pirkfeld zur Ortschaft Mairist.

## Geschichte
Der Ort wurde im 12. Jahrhundert als Wilboldestorf erwähnt.
In der ersten Hälfte des 19. Jahrhunderts Häuser in den Steuergemeinden Sankt Donat (der Bereich der heutigen Ortschaft Milbersdorf) und Goggerwenig (der Bereich der heutigen Ortschaft Pirkfeld) umfassend, gehörte Milbersdorf damals zum Steuerbezirk Osterwitz. Bei Bildung der Ortsgemeinden im Zuge der Reformen nach der Revolution 1848/49 kam Milbersdorf an die Gemeinde St. Georgen am Längsee.
1895 kam die Katastralgemeinde Sankt Donat mit dem Kernbereich des Ortes Milbersdorf an die damals neu gegründete Gemeinde St. Donat. Pirkfeld blieb bei der Gemeinde St. Georgen am Längsee und bildet seither eine eigene Ortschaft.
1958 kam Milbersdorf durch Auflösung der Gemeinde St. Donat an die Gemeinde Sankt Veit an der Glan.

## Bevölkerungsentwicklung
Für die Ortschaft zählte man folgende Einwohnerzahlen:
bis 1895 einschließlich der Siedlung Pirkfeld:
- 1869: 9 Häuser, 76 Einwohner[4]
- 1880: 10 Häuser, 55 Einwohner[5]
- 1890: 7 Häuser, 62 Einwohner; davon 3 Häuser mit 27 Einwohnern im Bereich Pirkfeld[6]

seit 1895 ohne die Siedlung Pirkfeld:
- 1900: 4 Häuser, 18 Einwohner[7]
- 1910: 4 Häuser, 24 Einwohner[8]
- 1923: 4 Häuser, 26 Einwohner[9]
- 1934: 30 Einwohner[10]
- 1961: 3 Häuser, 19 Einwohner[11]
- 2001: 6 Gebäude (davon 5 mit Hauptwohnsitz) mit 7 Wohnungen; 18 Einwohner und 0 Nebenwohnsitzfälle; 7 Haushalte; 0 Arbeitsstätten, 3 land- und forstwirtschaftliche Betriebe[12]
- 2011: 7 Gebäude, 21 Einwohner, 7 Haushalte, 0 Arbeitsstätten[13]
- 2021: 7 Gebäude, 18 Einwohner, 6 Haushalte, 2 Arbeitsstätten[14]